# Statik (Elektrotechnik)
Um einen stabilen Betrieb von Wechselstromnetzen zu organisieren, wird in der Elektrotechnik bei Stromerzeugern der Einstellwert einer Statik, englisch droop, verwendet. Der Kennwert der Statik beschreibt die negative Steigung der normierten Kennlinie f(P) bzw. U(Q). Dies stellt die Abhängigkeit des Sollwertes der Wirkleistung P von der Frequenz f dar bzw. die der Blindleistung Q von der Spannung U.
Der Wert der Statik σ ist damit der Quotient aus Frequenzabweichung bei Nennleistung im Vergleich zum Leerlauf und der Nennfrequenz:
{\displaystyle \sigma =-{\frac {\frac {\Delta f}{f_{n}}}{\frac {\Delta P}{P_{n}}}}}

## Frequenz- und Spannungsstatik
Eine Statik ist eine lineare Reglerkennlinie, die das Verhalten eines Generatorsatzes in Abhängigkeit von den Netzgrößen wie entweder  Leistung und Frequenz (Frequenzhaltung) beschreibt, oder auch in Abhängigkeit von Spannung und Frequenz (Spannungshaltung). Sie wird im Verbundbetrieb vieler Kraftwerke zur Koordinierung der Primärregelung von Wirkleistung P und Blindleistung Q über die Netzgrößen als Informationsträger genutzt.
Dabei wird in Abhängigkeit von der Netzfrequenz f die Wirkleistung P geregelt, indem beispielsweise bei einem Turbosatz bei abnehmender Netzfrequenz das Drehmoment und damit auch die Leistung erhöht wird und umgekehrt. Die Netzspannung U fließt als Eingangsgröße in die Blindleistungsregelung ein. Über die Höhe des Erregerstroms kann die Blindleistungsabgabe Q des Synchrongenerators eingestellt werden. Von einer Statikaufschaltung spricht man, wenn ein PI-Regler mit einer blind- bzw. wirkleistungsabhängigen, linearen Beeinflussung des Sollwertes kombiniert wird.
Auch von anderen Stromerzeugern, die nicht mit einem Synchrongenerator direkt mit dem Netz verbunden sind, wird ähnliches Verhalten gefordert, allerdings erfolgt die regelungstechnische Umsetzung bei Windturbinen und Photovoltaik-Umrichtern in elektronischer Form über die Steuerung des Umrichters.

## Gradient
Grundlastkraftwerke haben eine große Statik, Spitzenlastkraftwerke eine geringe Statik. Eine geringe Statik bedeutet eine flache f(P)-Kennlinie, d. h. schon kleinste Frequenzabweichungen führen zu großen Lastwechselreaktionen.
Neben der Statik wird zur Beschreibung des Anlagenverhaltens auch der Gradient g der Leistungsänderung benutzt. Diese Darstellung ist äquivalent, beschreibt allerdings die inverse P(f)- bzw. Q(U)-Funktion in Wirkleistung pro Hertz bzw. Blindleistung pro Volt. Das Produkt aus Gradient g und Statik σ der Leistungsfrequenzregelung ergibt in 50-Hz-Netzen stets den Zahlenwert 200. In D-A-CH ist ein Wert von σ = 5% bzw. g = 40%/Hz für dezentrale Erzeugungsanlagen üblich.